# 慣習国際法
慣習国際法（かんしゅうこくさいほう）、または国際慣習法とは、国際法の法源のひとつである。国際法の法源としては慣習国際法のほかに条約があり、またこれらに加えて国際司法裁判所(以下ICJ)はICJ規程第38条第1項(c)に定められる法の一般原則も国際法の法源や法解釈の根拠に含まれるとする見解が有力である。基本的に批准などの手続きを行った国だけに適用される条約と違い、国際慣習法はすべての国々に普遍的に適用される。国際法においては重要な規則が現代においても慣習法の形で定められている。

## 性質
現代の国際法の原則の多くは元々中世ヨーロッパにおける慣行に由来したものが多く、近代以降から国連の成立まで慣習国際法は長く不文の法として国際関係を規律してきた。国連の成立以後は条約によって規律される分野が増えて慣習国際法の適用範囲は狭まったといえるが、しかし条約には基本的に当事国間に限り有効という制限があり、条約が規律しない国際関係については今なお慣習国際法が適用される。
1969年の北海大陸棚事件ICJ判決では国際慣習法について、「まさにその性質上、国際社会のすべての構成国に対して等しく効力をもたなければならず、自己の都合のために任意にいずれかの国によって一方的に排除しえないものである」と判示された。そのためこのような性質をもつ慣習国際法は、慣習国際法が成立した後に誕生し慣習国際法の形成にかかわっていない新独立国に対しても拘束力が及ぶことになる。

## 成立要件
ICJ規程第38条1項(b)では慣習国際法とは「法として認められた一般慣行としての証拠としての国際慣習」と定められ、慣習国際法の成立するためには以下に述べるように「一般慣行」と「法的確信」の二つの要件を満たしていることが必要とされる。

### 一般慣行
同様の行為が反復性・継続性を持って紛争当事国だけでなく広く一般的に諸国家により「実行」されることを「一般慣行」または「国家慣行」といい、慣習国際法成立のために必要な要件とされる。ここでいう「実行」として具体的には、政策声明、法制意見、新聞意見、判決、国内法令、行政機関の決定・措置、外交書簡、条約など国際文書の受諾、条約草案に対する回答などという「国家実行」、さらに国際機関による決議などがあげられる。
一般慣行として成立するためにこの「実行」がどの程度の時間繰り返されることを要するのかについては明確な基準はなく、その認定は個々の事案の事情に照らして行われる。例えば前記北海大陸棚事件ICJ判決では、慣習国際法形成のために必要なのは国家の慣行が広範囲にわたり一致していることであり、単純に長い時間が経過していることが求められるわけではないことが示された。

### 法的確信
「法的確信」、または「法的信念」とは、一般慣行に該当する「実行」を、国際法上の権利義務にもとづくものと認識して行っていることをいう。一般慣行に加えて慣習国際法形成のための要件とされる。慣習国際法成立のためには一般慣行だけで十分であり法的確信は不要とする見解も存在するが、この見解では例えば政治的な慣例や儀礼的な配慮に基づいて行われる法的権利義務を伴わない国際礼譲と慣習国際法との区別が難しくなることが指摘される。常設国際司法裁判所(以下PCIJ)も法的確信に関してはローチュス号事件判決において、国家がある行為を控える場合に関して、「そのような抑制がもしこれを控えるという義務の認識にもとづくものであるならば、この場合にのみ国際慣習を語ることができる」としている。